# Sigma1 Cancri
Sigma1 Cancri (σ1 Cnc / 51 Cancri) es una estrella en la constelación de Cáncer de magnitud aparente +5,67.
Actualmente se encuentra a 210 años luz de distancia del sistema solar, pero dentro de 4,1 millones de años tendrá lugar su máximo acercamiento a la Tierra —cuando estará a 71 años luz—, momento en que su brillo alcanzará magnitud +3,32.
Comparte la denominación de Bayer «Sigma» con otras dos estrellas, Sigma2 Cancri y Sigma3 Cancri, no existiendo relación física entre ellas. Sigma2 Cancri, la más cercana a ella de las dos, está separada 9,4 años luz.
Sigma1 Cancri es una estrella blanca de la secuencia principal de tipo espectral A8ms. Con una temperatura efectiva de 7780 K, brilla con una luminosidad 18 veces superior a la luminosidad solar.
Gira sobre sí misma con una velocidad de rotación proyectada —límite inferior de la misma— de 84 km/s y tiene una masa de 1,91 masas solares.
En cuanto a su estado evolutivo, ya han discurrido 2/3 partes de su vida como estrella de la secuencia principal.
Sigma1 Cancri es una estrella con líneas metálicas, lo que viene indicado por la «m» en su tipo espectral.
En estas estrellas químicamente peculiares, algunos elementos son empujados hacia la superficie mientras que otros se hunden en el interior de la estrella.
Sirio o Acubens (α Cancri), esta última también en Cáncer, son estrellas de esta clase.